# Efflux

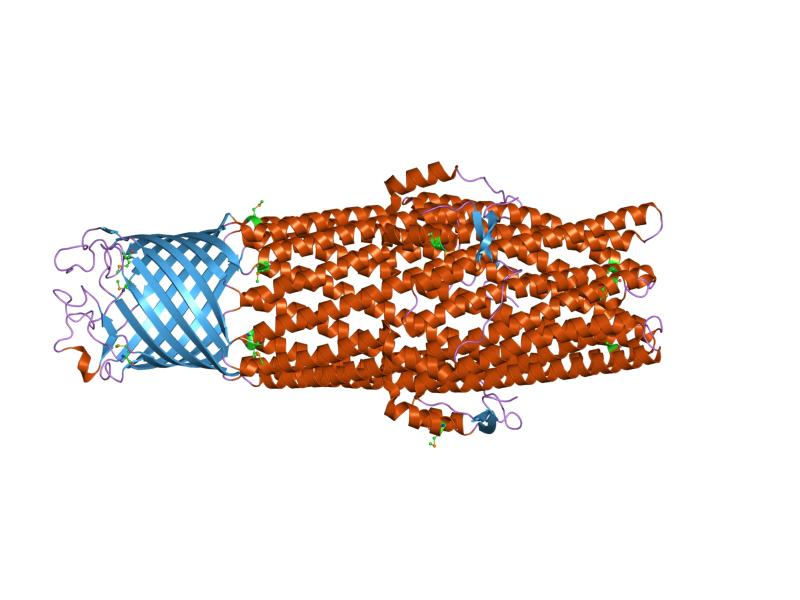
Structure de TolC, protéine de la membrane externe d'Escherichia coli constituant d'une pompe d'efflux tripartite.

En biologie, l'efflux est un mécanisme par lequel les cellules rejettent à l'extérieur des composés toxiques : antibiotiques, métaux lourds, drogues... L'efflux est un mécanisme de transport actif, énergie-dépendant, assuré par des protéines transmembranaires appelées pompes d'efflux. 
On trouve des nombreux systèmes d'efflux chez les bactéries, mais aussi chez les cellules eucaryotes. Les mécanismes d'efflux contribuent entre autres à l'émergence de résistances à différents traitements pharmacologiques comme la résistance aux antibiotiques ou résistance aux chimiothérapies anticancéreuses. Le spectre large de certaines pompes d'efflux peut conduire à l'apparition de phénotypes de multirésistance.

## Efflux chez les bactéries
On trouve des systèmes d'efflux chez la plupart des bactéries. Il  existe différents types de pompes d'efflux qui se différencient par leur structure, leur organisation dans la membrane, la source d'énergie utilisée pour le pompage et les molécules qu'elles effluent. On les classe en cinq familles :
- La famille RND (Résistance-Nodulation-Division), spécifique des bactéries à Gram négatif. Ces pompes traversent les deux membranes de ces bactéries au moyen d'un assemblage  tripartites : un étage dans la membrane interne et un étage dans la membrane externe, reliés par un étage périplasmique. Les protéines de cette famille sont largement impliquées dans l'efflux des antibiotiques. Leur source d'énergie est le gradient de proton à travers la membrane[3].
- Les transporteurs ABC (ATP-binding cassette). Il s'agit d'une très grande famille de pompes présentes dans tout le Vivant qui utilisent l'hydrolyse de l'ATP comme source d'énergie pour assurer le transport.
- La famille MFS (Major facilitator superfamily), représentée chez toutes les espèces vivantes, comporte des transporteurs variés dont certains sont spécialisés dans l'efflux de drogues[4]. Ces protéines comportent 12 ou 14 hélices transmembranaires et sont des cotransporteurs couplés au gradient de protons à travers la membrane[3].
- La famille SMR (Small multidrug resistance). Ses transporteurs sont généralement composés de 100 à 200 résidus d'acides aminés et 4 hélices trans-membranaires. Ils fonctionnent généralement comme des homodimères[5]. Certains transporteurs SMR sont composés de deux sous-unités différentes mais homologues. Cependant, la structure et la topologie exacte de ses protéines sont encore sujet à controverse[6].
- La famille MATE (Multidrug and toxic compound extrusion). Elles se retrouvent dans les 3 clades des êtres vivants (bactéries, archées et eucaryotes). Elles permettent d'exporter des cations endogènes, des substances lipophiles ou encore des xénobiotiques endogènes[6]. Il s'agit de la famille caractérisée le plus récemment parmi les 5 familles connues. Pour le moment, une vingtaine de transporteurs MATE ont été caractérisés[6].

### Importance dans la résistance bactérienne
Ce système d'efflux permet également aux bactéries de rejeter les antibiotiques dans leur environnement, ce qui en fait un facteur de résistance important. Il y a plusieurs facteurs qui expliquent l'importance de ces pompes dans le développement de résistances bactériennes :
- Les bactéries sont capables d'exprimer plusieurs pompes différentes sur leur membrane. Le génome d'Escherichia coli contient par exemple des gènes codant trois pompes RND, quatre pompes MFS, une pompe SMR et une pompe MATE. Chacune de ces pompes rejette un ou plusieurs types de molécules différentes.
- Certaines pompes sont spécifiques à un type de substrat, mais d'autres peuvent effluer plusieurs types de composés différents[7], comme la pompe AcrAB-TolC[8], ce qui permet un spectre de résistance plus large tout en diminuant le nombre de gènes nécessaires et la quantité d'énergie dépensée.
- Les gènes codants les pompes d'efflux se retrouvent sur les chromosomes et/ou les plasmides bactériens. Dans le cas où le gène se retrouve sur un chromosome, un mécanisme de sélection naturelle peut se mettre en place et provoquer l'apparition de mutations qui surexpriment ces gènes, permettant le développement de résistance[9]. Dans le cas où le gène se retrouve sur des plasmides, il leur devient alors également possible de propager ce gène de résistance à travers une population bactérienne[10].
- Les pompes d'efflux sont également impliquées dans la formation des biofilms[11], eux-mêmes impliqués dans la résistance aux antibiotiques[12].

De nouvelles molécules inhibitrices de pompes d'efflux sont actuellement en développement. Les administrer en combinaison avec un antibiotique normalement efflué par ces pompes permettrait de restaurer l'activité de cet antibiotique et ainsi de limiter la résistance bactérienne,.

## Efflux chez les eucaryotes
Le principal système d'efflux chez l'homme est la glycoprotéine P, découverte en 1976 par Juliano et Ling, qui appartient à la famille des transporteurs ABC. Ils permettent de moduler l'accumulation d'agents antimicrobiens dans les cellules phagocytaires et jouent un rôle important dans le transport transépithélial, l'élimination de la bile des hépatocytes, le fonctionnement des barrières sanguines et placentaires, ainsi que l’excrétion rénale de toxines. Ses transporteurs sont l'une des causes majeures de la résistances des molécules anticancéreuses des cellules eucaryotes.